# Limnophora montana
Limnophora montana är en tvåvingeart som beskrevs av Shinonaga 2005. Limnophora montana ingår i släktet Limnophora och familjen husflugor. Inga underarter finns listade i Catalogue of Life.